# Брусовка (Кировоградская область)
Брусовка (укр. Брусівка) — село в Устиновской поселковой общине Кропивницкого района Кировоградской области Украины.
До 2020 года входило в Устиновский район
Население по переписи 2001 года составляло 384 человека. Почтовый индекс — 28611. Телефонный код — 5239. Код КОАТУУ — 3525881601.